# Rozpłoch
Rozpłoch, hymenofylum (Hymenophyllum Sm.) – rodzaj paproci z rodziny rozpłochowatych Hymenophyllaceae. Zaliczanych jest tu ok. 320 gatunków. Rośliny te występują w strefie międzyzwrotnikowej i umiarkowanej na półkuli południowej. Na półkuli północnej sięgają wzdłuż wschodniej Azji na północy do Japonii, Europy Zachodniej do Norwegii i Islandii, obecne są też na Alasce i Kolumbii Brytyjskiej. Z dwóch gatunków, które rosną w Europie, rozpłoch zachodni H. tunbrigense sięga na wschodzie do Niemiec.
Paprocie te są na ogół epifitami, rzadziej rosną na ziemi i na skałach, zwykle w siedliskach cienistych i wilgotnych. Większość gatunków rośnie w wilgotnych lasach równikowych.
Rośliny te są z powodzeniem uprawiane, o ile zapewni się im odpowiednie warunki termiczne, niezmiennie wysoką wilgotność i wentylację.

## Morfologia

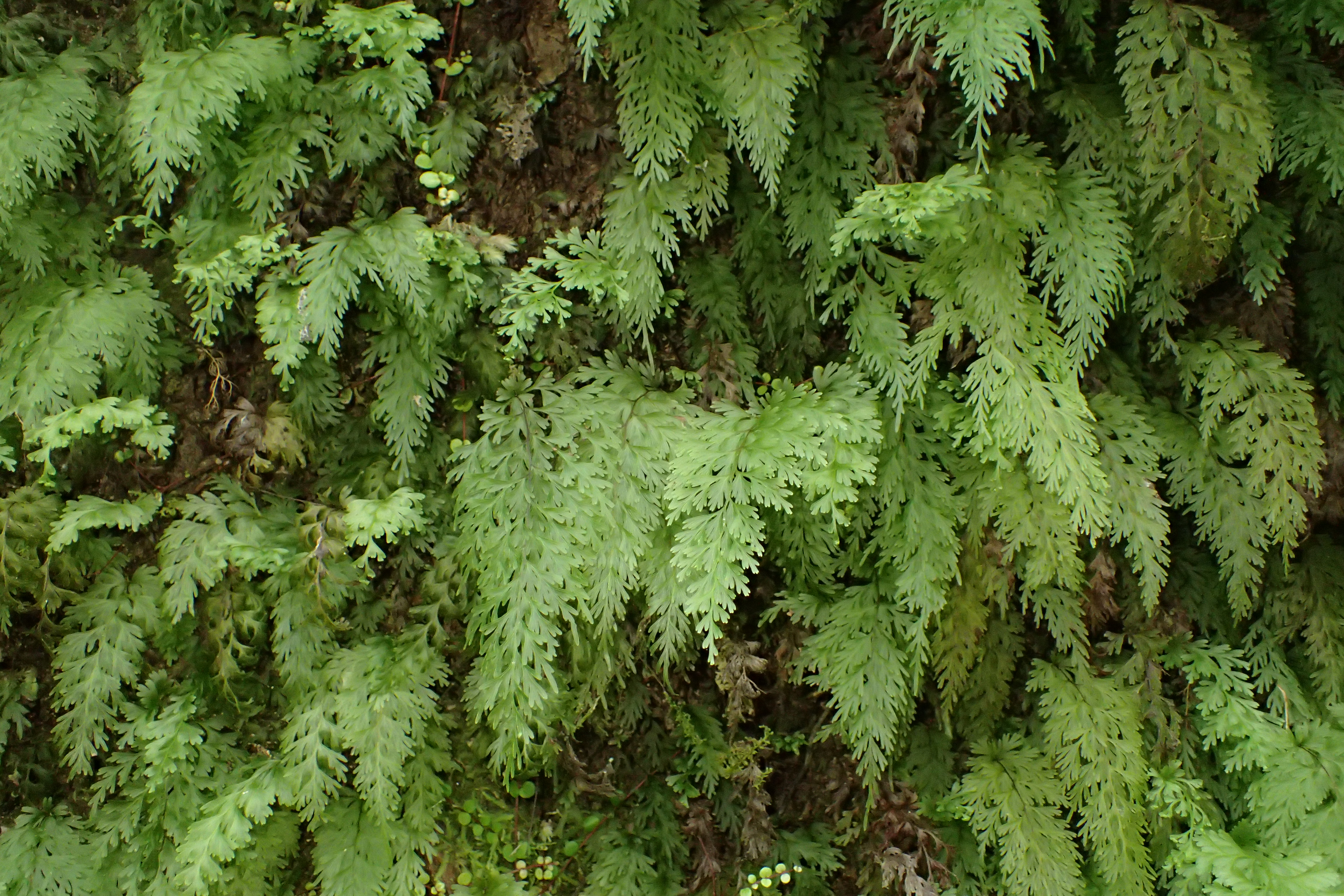
Hymenophyllum demissum

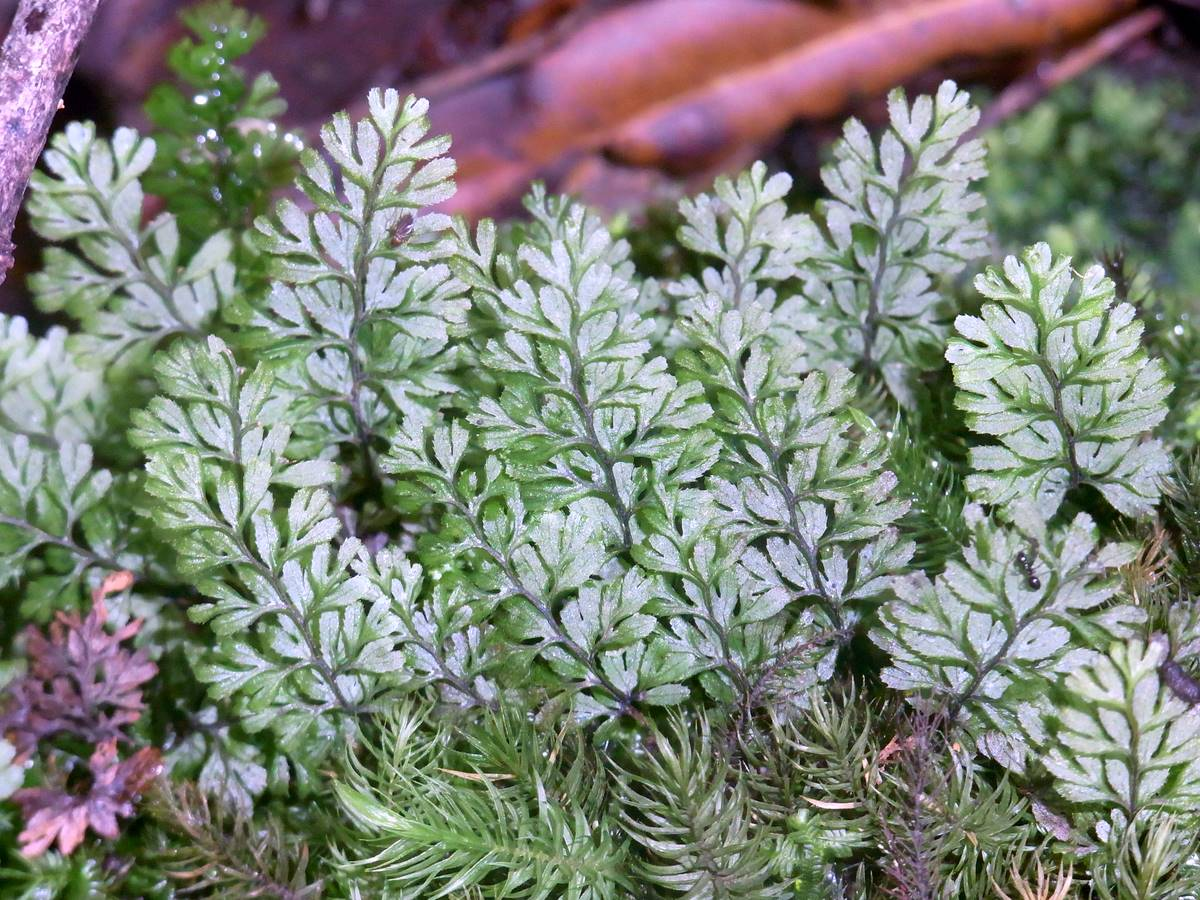
Hymenophyllum cupressiforme

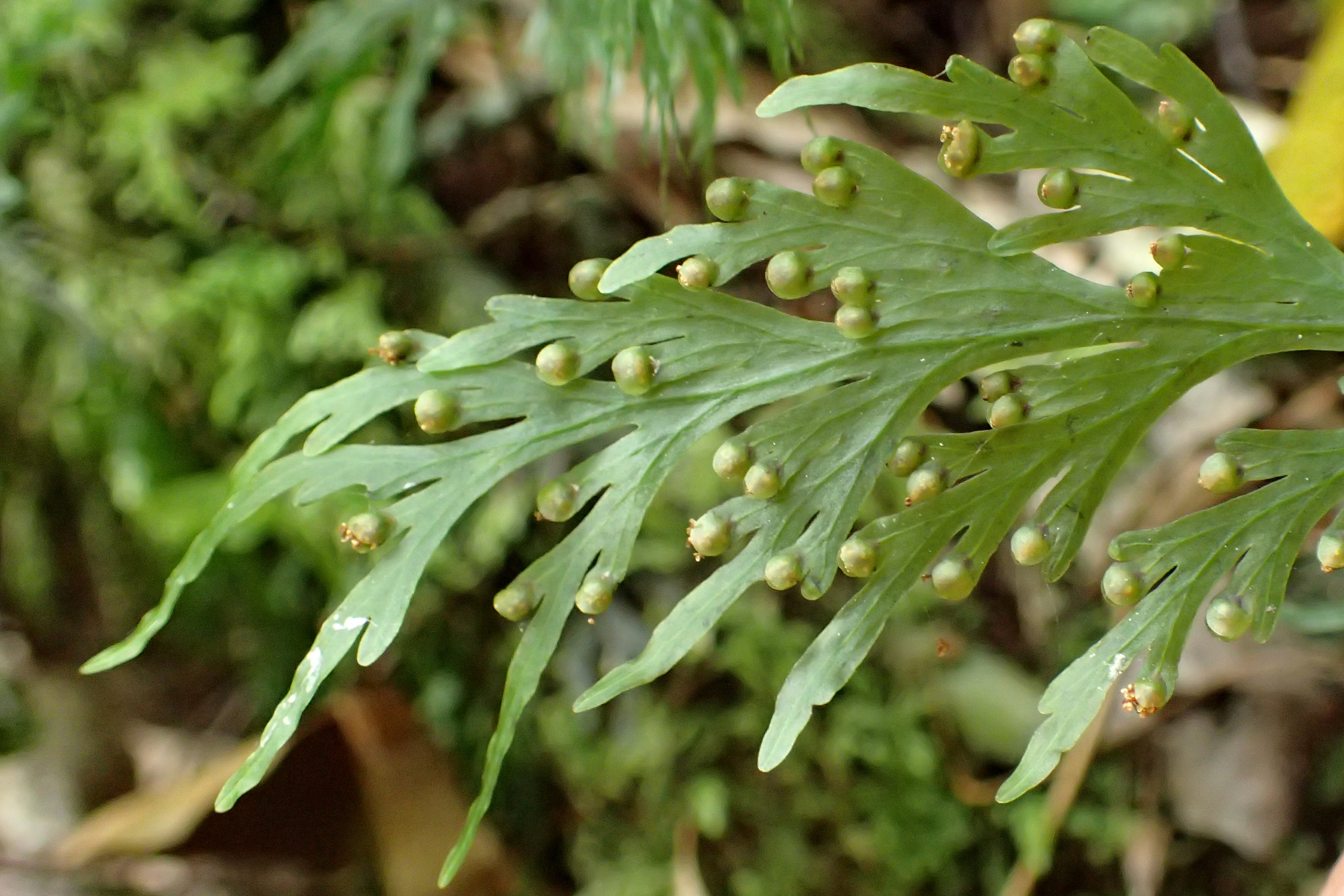
Hymenophyllum dilatatum

### Gametofit
Plecha wstęgowata, silnie rozgałęziona.

### Sporofit
PokrójNiewielkie paprocie o długich, cienkich kłączach, o grubości nieprzekraczającej 2 mm, nagich lub rzadko owłosionych (włoski brązowe). Kłącza są płożące, bardzo rzadko wznoszą się. Korzenie drobne i nieliczne.
LiścieDrobne lub średniej wielkości, bardzo cienkie i półprzejrzyste, czasem niepodzielone, ale zazwyczaj podzielone pierzasto, nawet 4-krotnie. Odcinki liści całobrzegie lub odlegle ząbkowane. Blaszka jest naga lub owłosiona. Ogonek liściowy zwykle krótki, cienki i nieoskrzydlony.
ZarodniePowstają w kupkach osadzonych na krótkich trzonkach na krawędzi liści na końcach wiązek przewodzących. Kupki osłonięte są dwudzielną (dwuwargową) zawijką na krawędzi całobrzegą lub piłkowaną.

## Systematyka

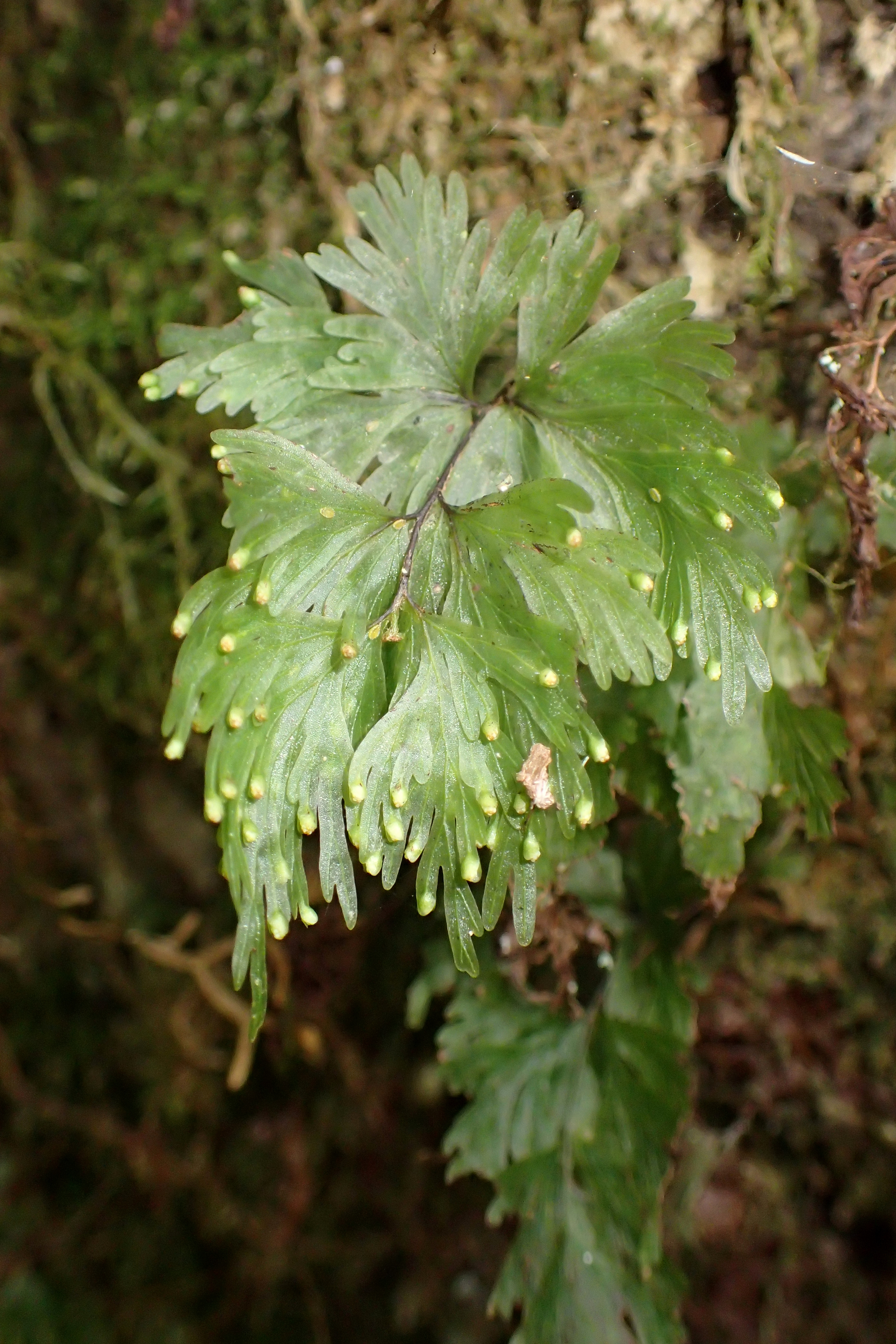
Hymenophyllum flabellatum

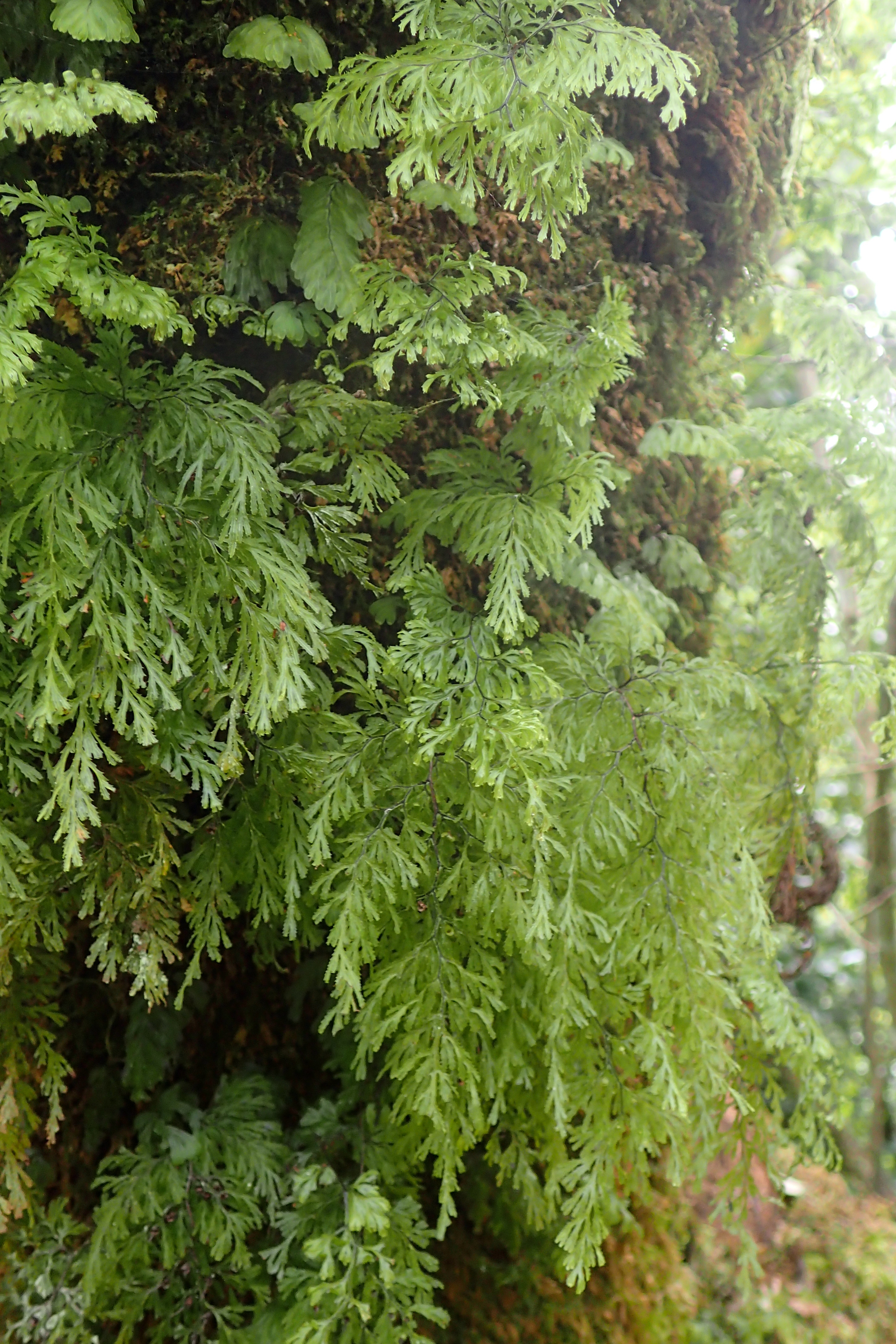
Hymenophyllum multifidum

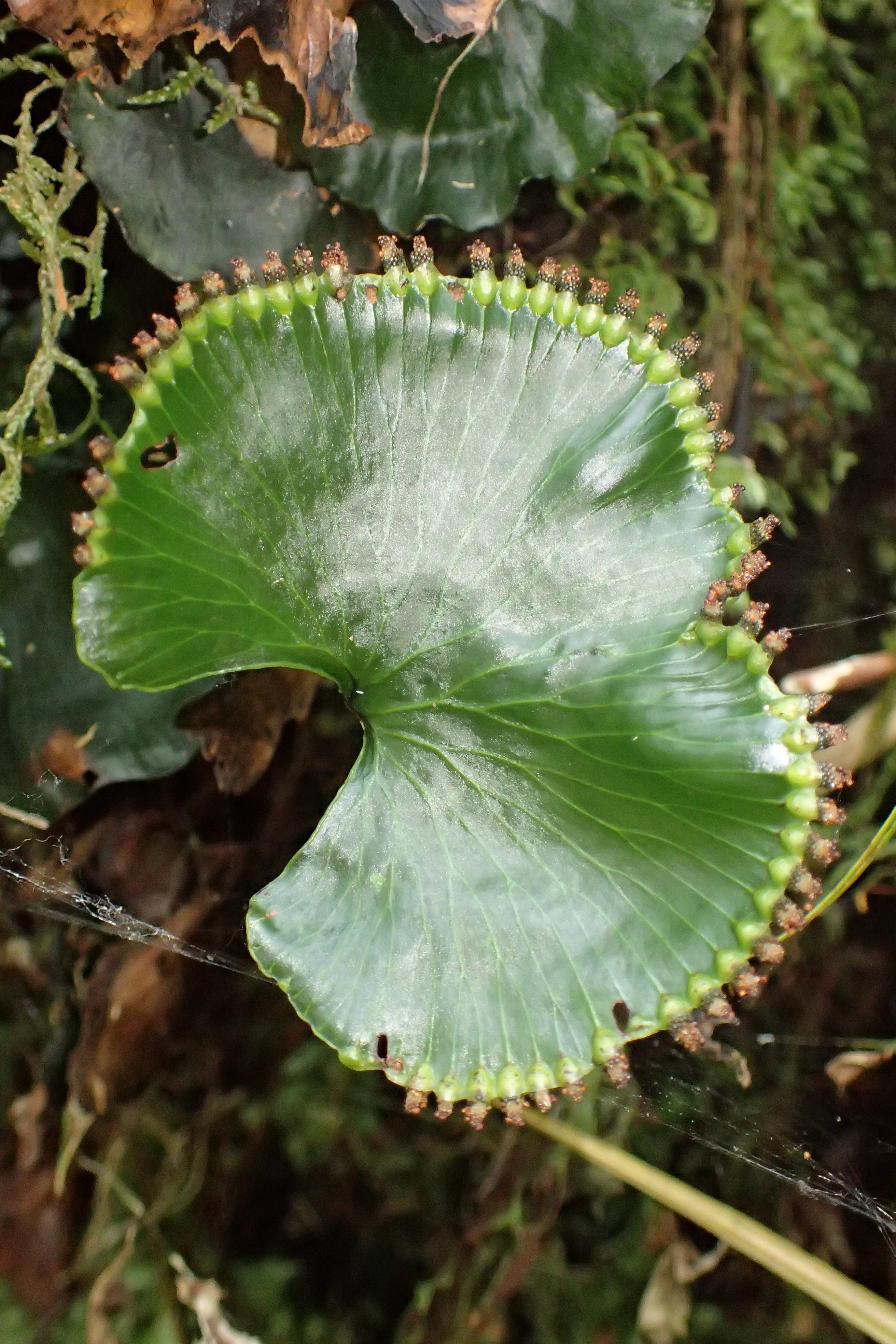
Hymenophyllum nephrophyllum

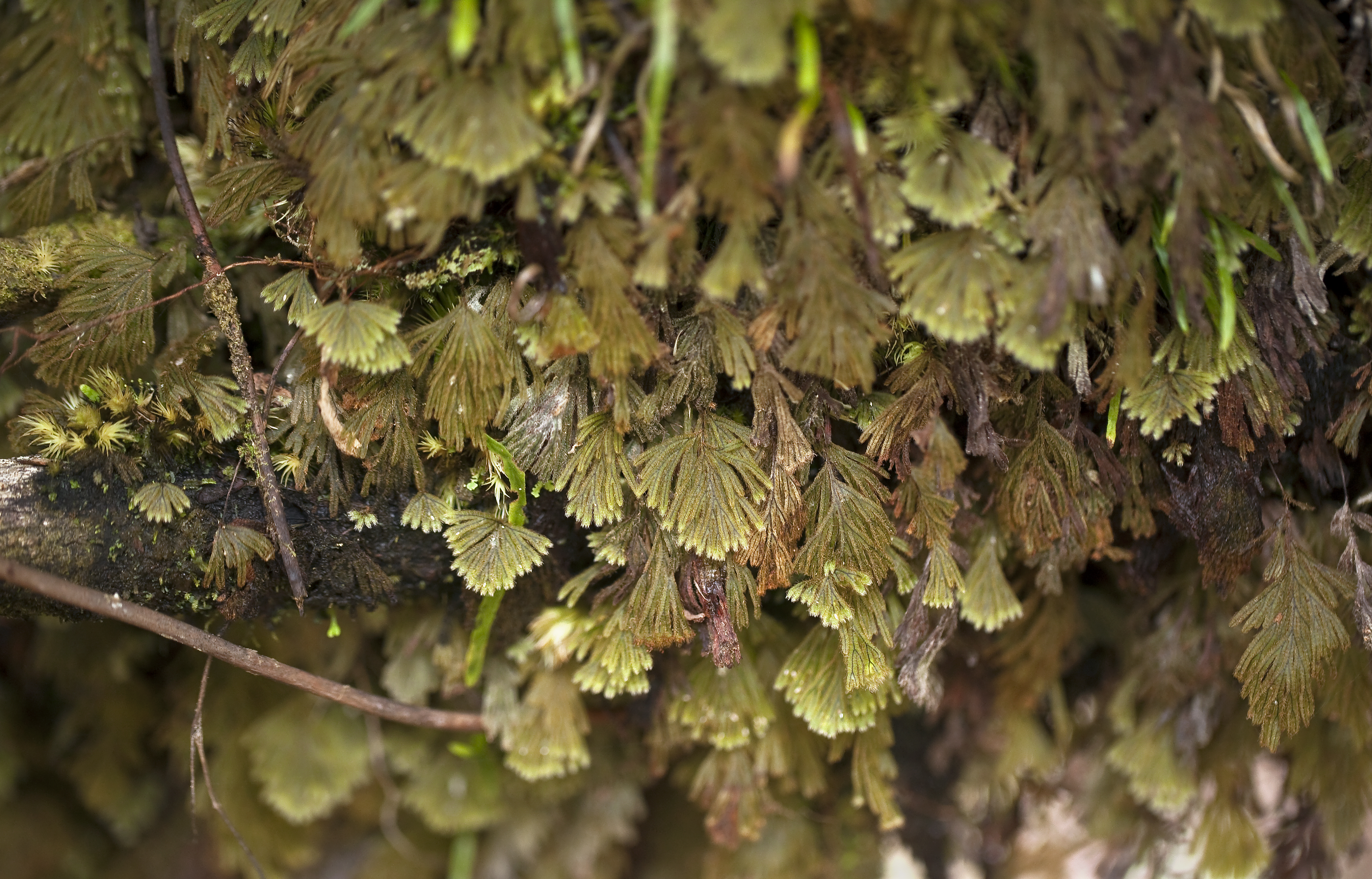
Hymenophyllum obtusum

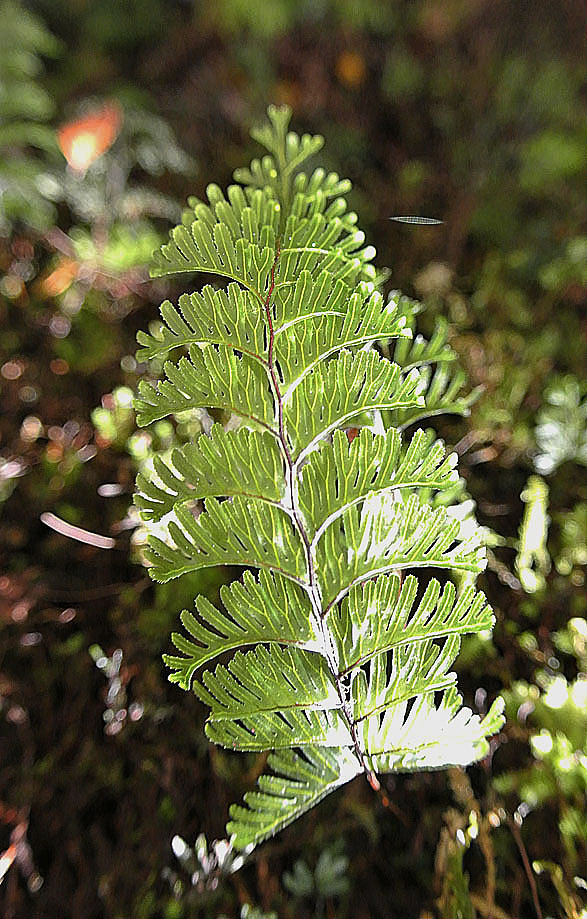
Hymenophyllum peltatum

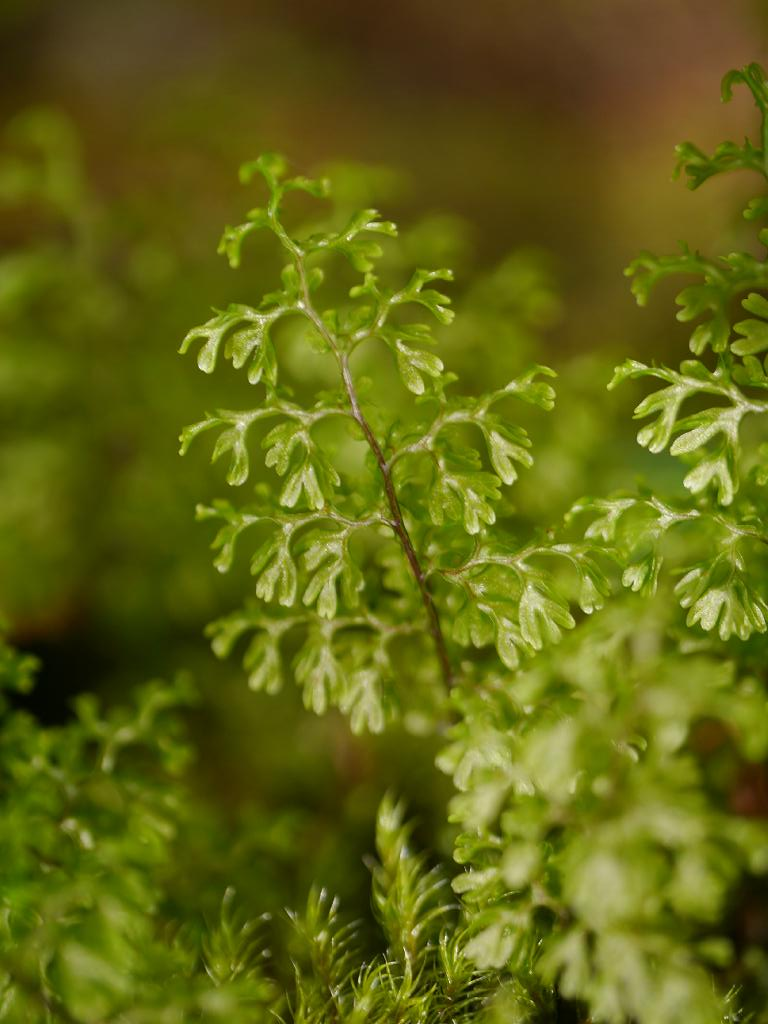
Hymenophyllum polyanthos

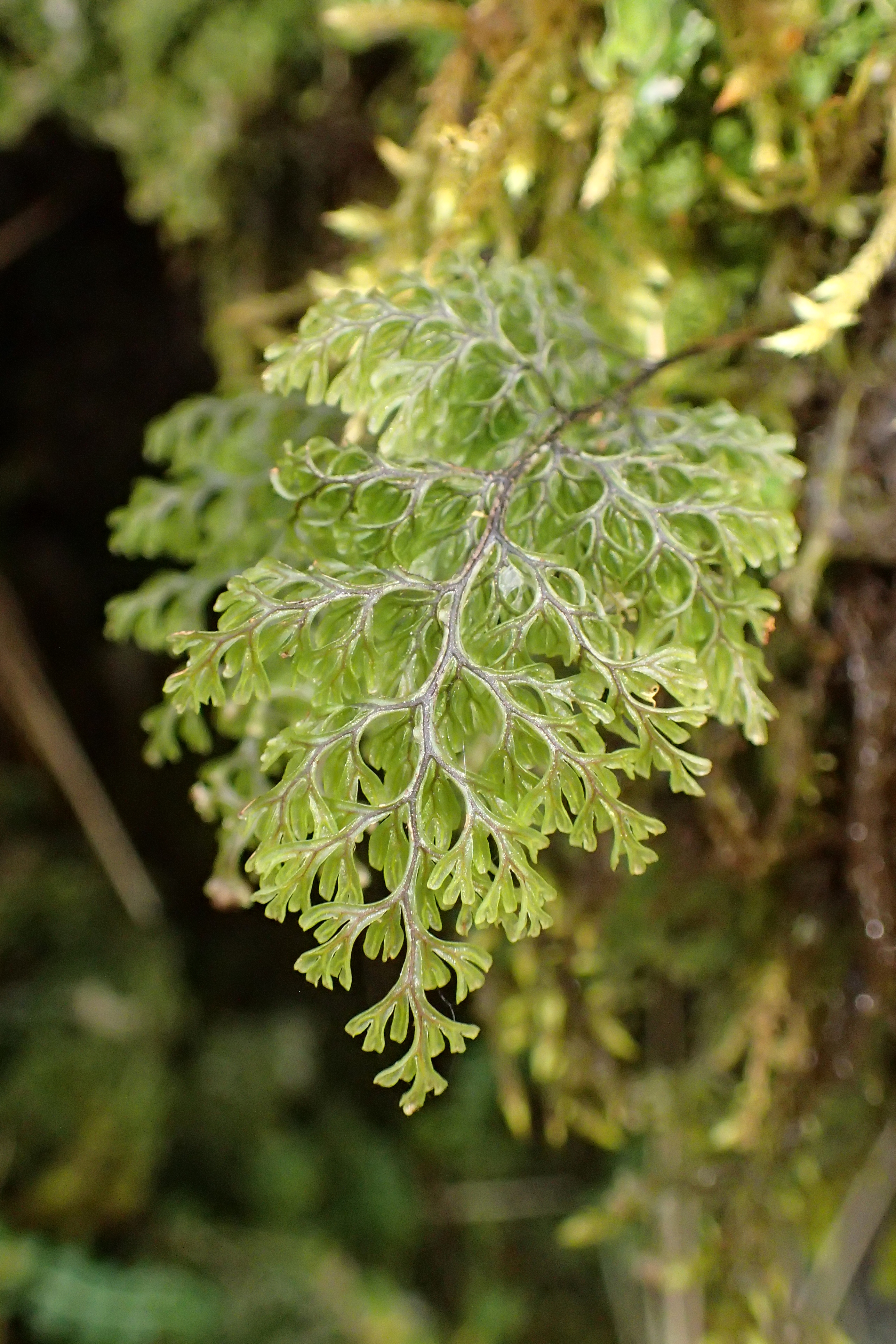
Hymenophyllum sanguinolentum

Rodzaj z rodziny rozpłochowatych Hymenophyllaceae, która oddzieliła się od innych paproci ok. 243 miliony lat temu. Reprezentuje monotypową podrodzinę Hymenophylloideae Burnett, która oddzieliła się od siostrzanej Trichomanoideae w jurze.
Wykaz gatunków
- Hymenophyllum abruptum Hook.
- Hymenophyllum acanthoides (Bosch) Rosenst.
- Hymenophyllum acutum (C.Presl) Ebihara & K.Iwats.
- Hymenophyllum adiantoides Bosch
- Hymenophyllum aeruginosum (Poir.) Carmich.
- Hymenophyllum album (Blume) Parris
- Hymenophyllum alishanense De Vol
- Hymenophyllum alveolatum C.Chr.
- Hymenophyllum amabile C.V.Morton
- Hymenophyllum andinum Bosch
- Hymenophyllum angulosum Christ
- Hymenophyllum angustum Bosch
- Hymenophyllum antillense Jenman
- Hymenophyllum apiculatum Mett.
- Hymenophyllum applanatum (A.M.Gray & R.G.Williams) Ebihara & K.Iwats.
- Hymenophyllum apteryx M.Kessler & Sundue
- Hymenophyllum archboldii (Copel.) C.V.Morton
- Hymenophyllum armstrongii (Baker) Kirk
- Hymenophyllum asplenioides (Sw.) Sw.
- Hymenophyllum assurgens M.Kessler & A.R.Sm.
- Hymenophyllum australe Willd.
- Hymenophyllum axillare Sw.
- Hymenophyllum badium Hook. & Grev.
- Hymenophyllum baileyanum Domin
- Hymenophyllum balfourii Baker
- Hymenophyllum barbatum (Bosch) Baker
- Hymenophyllum bartlettii (Copel.) C.V.Morton
- Hymenophyllum batuense Rosenst.
- Hymenophyllum bicolanum Copel.
- Hymenophyllum bivalve (Forst.) Sw.
- Hymenophyllum blandum Racib.
- Hymenophyllum bontocense Copel.
- Hymenophyllum brachyglossum A.Br.
- Hymenophyllum brachypus Sodiro
- Hymenophyllum braithwaitei Ebihara & K.Iwats.
- Hymenophyllum brasilianum Rosenst.
- Hymenophyllum brassii C.Chr.
- Hymenophyllum breve Rosenst.
- Hymenophyllum brevidens Alderw.
- Hymenophyllum brevifrons Kunze
- Hymenophyllum brevistipes Liebm.
- Hymenophyllum bryophilum C.Chr.
- Hymenophyllum caespitosum Gaudich.
- Hymenophyllum caparaoense Brade
- Hymenophyllum capense Schrad.
- Hymenophyllum capillaceum Roxb.
- Hymenophyllum capillare Desv.
- Hymenophyllum capurroi de la Sota
- Hymenophyllum cardunculus C.Chr.
- Hymenophyllum caudiculatum Mart.
- Hymenophyllum cernuum A.Gepp
- Hymenophyllum cincinnatum A.Gepp
- Hymenophyllum cocosense A.Rojas
- Hymenophyllum compactum Bonap.
- Hymenophyllum consanguineum C.V.Morton
- Hymenophyllum contractile Sodiro
- Hymenophyllum copelandii C.V.Morton
- Hymenophyllum cordobense (Hieron.) C.Larsen & Arana
- Hymenophyllum coreanum Nakai
- Hymenophyllum corrugatum Christ
- Hymenophyllum crassipetiolatum  Stolze
- Hymenophyllum crispum Kunth
- Hymenophyllum cristatum Hook. & Grev.
- Hymenophyllum cruentum Cav.
- Hymenophyllum cuneatum Kunze
- Hymenophyllum cupressiforme Labill.
- Hymenophyllum darwinii Hook.f. ex Bosch
- Hymenophyllum decurrens (Jacq.) Sw.
- Hymenophyllum delicatulum Sehnem
- Hymenophyllum deltoideum C.Chr.
- Hymenophyllum demissum (Forst.) Sw.
- Hymenophyllum densipilosum A.Rojas
- Hymenophyllum dentatum Cav.
- Hymenophyllum denticulatum Sw.
- Hymenophyllum dependens C.V.Morton
- Hymenophyllum deplanchei Mett.
- Hymenophyllum devolii M.J.Lai
- Hymenophyllum dicranotrichum (C.Presl) Sadeb.
- Hymenophyllum digitatum (Sw.) Fosberg
- Hymenophyllum dilatatum (Forst.) Sw.
- Hymenophyllum dimidiatum Mett.
- Hymenophyllum diversilobum (C.Presl) Fée
- Hymenophyllum eboracense Croxall
- Hymenophyllum ectocarpon Fée
- Hymenophyllum edanoi (Copel.) C.V.Morton
- Hymenophyllum edentulum (Bosch) C.Chr.
- Hymenophyllum elberti Rosenst.
- Hymenophyllum elegans Spreng.
- Hymenophyllum elegantulum Bosch
- Hymenophyllum ellipticosorum Alderw.
- Hymenophyllum elongatum Jeff W.Grimes
- Hymenophyllum emarginatum Sw.
- Hymenophyllum exquisitum T.C.Hsu & Y.S.Chao
- Hymenophyllum exsertum Wall. ex Hook.
- Hymenophyllum falklandicum Baker
- Hymenophyllum farallonense Hieron.
- Hymenophyllum feejeense Brack.
- Hymenophyllum fendlerianum J.W.Sturm
- Hymenophyllum ferax Bosch
- Hymenophyllum ferrugineum Colla
- Hymenophyllum filmenofilicum Christenh. & Schwartsb.
- Hymenophyllum firmum Alderw.
- Hymenophyllum flabellatum Labill.
- Hymenophyllum flexuosum A.Cunn.
- Hymenophyllum foersteri Rosenst.
- Hymenophyllum foxworthyi Copel.
- Hymenophyllum fragile (Hedw.) C.V.Morton
- Hymenophyllum francii (Christ) Ebihara & K.Iwats.
- Hymenophyllum frankliniae Colenso
- Hymenophyllum fuciforme Sw.
- Hymenophyllum fucoides (Sw.) Sw.
- Hymenophyllum fumarioides Bory ex Willd.
- Hymenophyllum fuscum (Blume) Bosch
- Hymenophyllum gardneri Bosch
- Hymenophyllum geluense Rosenst.
- Hymenophyllum glaziovii Baker
- Hymenophyllum gorgoneum Copel.
- Hymenophyllum gracilescens Domin
- Hymenophyllum hallierii Rosenst.
- Hymenophyllum hastatum A.Rojas
- Hymenophyllum heimii Tardieu
- Hymenophyllum helicoideum Sodiro
- Hymenophyllum hemidimorphum R.C.Moran & B.Øllg.
- Hymenophyllum hemipteron Rosenst.
- Hymenophyllum herterianum Brause
- Hymenophyllum herzogii Rosenst.
- Hymenophyllum hieronymi (Brause) C.Chr.
- Hymenophyllum hirsutum (L.) Sw.
- Hymenophyllum hirtellum Sw.
- Hymenophyllum holochilum (Bosch) C.Chr.
- Hymenophyllum horizontale C.V.Morton
- Hymenophyllum hosei Copel.
- Hymenophyllum humbertii C.Chr.
- Hymenophyllum humboldtianum E.Fourn.
- Hymenophyllum hygrometricum (Poir.) Desv.
- Hymenophyllum imbricatum Blume
- Hymenophyllum inaequale (Poir.) Desv.
- Hymenophyllum integrivalvatum C.Sánchez
- Hymenophyllum interruptum Kunze
- Hymenophyllum involucratum Copel.
- Hymenophyllum ivohibense Tardieu
- Hymenophyllum jamesonii Hook.
- Hymenophyllum javanicum Spreng.
- Hymenophyllum jimenezii A.R.Sm. & M.Kessler
- Hymenophyllum johorense Holttum
- Hymenophyllum junghuhnii Bosch
- Hymenophyllum kaieteurum Jenman
- Hymenophyllum karstenianum Sturm
- Hymenophyllum kerianum Watts
- Hymenophyllum klabatense Christ
- Hymenophyllum krauseanum Phil.
- Hymenophyllum kuhnii C.Chr.
- Hymenophyllum lamellatum Stolze
- Hymenophyllum laminatum Copel.
- Hymenophyllum lanatum Fée
- Hymenophyllum lanceolatum Hook. & Arn.
- Hymenophyllum latifrons Bosch
- Hymenophyllum latisorum M.Kessler & A.R.Sm.
- Hymenophyllum laxum (Copel.) C.V.Morton
- Hymenophyllum ledermannii Brause
- Hymenophyllum lehmannii Hieron.
- Hymenophyllum leptocarpum Copel.
- Hymenophyllum leratii Rosenst.
- Hymenophyllum levingei C.B.Clarke
- Hymenophyllum lherminieri Mett.
- Hymenophyllum lindenii Hook.
- Hymenophyllum lineare Sw.
- Hymenophyllum lobatoalatum G.Klotz
- Hymenophyllum lobbii T.Moore ex Bosch
- Hymenophyllum longifolium Alderw.
- Hymenophyllum longissimum (Ching & Chiu) K.Iwats.
- Hymenophyllum lyallii Hook.f.
- Hymenophyllum macgillivrayi (Baker) Copel.
- Hymenophyllum macroglossum Bosch
- Hymenophyllum macrosorum Alderw.
- Hymenophyllum macrothecum Fée
- Hymenophyllum maderense Gibby & Lovis
- Hymenophyllum malingii (Hook.) Mett.
- Hymenophyllum marginatum Hook. & Grev.
- Hymenophyllum mathewsii Bosch
- Hymenophyllum maxonii Christ ex C.V.Morton
- Hymenophyllum megistocarpum (Copel.) C.V.Morton
- Hymenophyllum melanosorum (Copel.) C.V.Morton
- Hymenophyllum microcarpum Desv.
- Hymenophyllum microchilum (Baker) C.Chr.
- Hymenophyllum mikawanum (Seriz.) Seriz.
- Hymenophyllum minimum A.Rich.
- Hymenophyllum mirificum C.V.Morton
- Hymenophyllum mnioides Baker
- Hymenophyllum molle C.V.Morton
- Hymenophyllum mortonianum Lellinger
- Hymenophyllum mossambicense (Schelpe) R.R.Schippers
- Hymenophyllum multialatum C.V.Morton
- Hymenophyllum multicristatum A.Rojas
- Hymenophyllum multifidum (G.Forst.) Sw.
- Hymenophyllum myriocarpum Hook.
- Hymenophyllum nahuelhuapiense Diem & J.S.Licht.
- Hymenophyllum nanostellatum Lellinger
- Hymenophyllum nanum Sodiro
- Hymenophyllum neocaledonicum (C.Chr.) Rouhan & C.Del Rio
- Hymenophyllum nephrophyllum Ebihara & K.Iwats.
- Hymenophyllum nitiduloides Copel.
- Hymenophyllum nitidulum (Bosch) Ebihara & K.Iwats.
- Hymenophyllum notabile Fée
- Hymenophyllum novoguineense (Rosenst.) K.Iwats.
- Hymenophyllum nutantifolium Alderw.
- Hymenophyllum obtusum Hook. & Arn.
- Hymenophyllum oligosorum Makino
- Hymenophyllum ooides F.Muell. & Baker
- Hymenophyllum opacum Copel.
- Hymenophyllum ovatum Copel.
- Hymenophyllum pachydermicum Ces.
- Hymenophyllum pallidum (Blume) Ebihara & K.Iwats.
- Hymenophyllum palmatifidum (Müll.Berol.) Ebihara & K.Iwats.
- Hymenophyllum paniense Ebihara & K.Iwats.
- Hymenophyllum pantotactum Alderw.
- Hymenophyllum paucicarpum Jenman
- Hymenophyllum pectinatum Cav.
- Hymenophyllum pedicularifolium  Ces.
- Hymenophyllum peltatum (Poir.) Desv.
- Hymenophyllum penangianum C.G.Matthew & Christ
- Hymenophyllum perparvulum Alderw.
- Hymenophyllum perrieri Tardieu
- Hymenophyllum pilosissimum C.Chr.
- Hymenophyllum pilosum Alderw.
- Hymenophyllum pleiocarpum Alderw.
- Hymenophyllum plicatum Kaulf.
- Hymenophyllum plumieri Hook. & Grev.
- Hymenophyllum plumosum Kaulf.
- Hymenophyllum pluviatile Perrie & Brownsey
- Hymenophyllum pollenianum Rosenst.
- Hymenophyllum polyanthos (Sw.) Sw.
- Hymenophyllum poolii Baker
- Hymenophyllum praetervisum Christ
- Hymenophyllum prionema Kuntze
- Hymenophyllum proctoris C.Sánchez
- Hymenophyllum productum Kunze
- Hymenophyllum protrusum Hook.
- Hymenophyllum pulchellum Schltdl. & Cham.
- Hymenophyllum pulcherrimum Colenso
- Hymenophyllum pumilum T.Moore
- Hymenophyllum pyramidatum Desv.
- Hymenophyllum quetrihuense Diem & J.S.Licht.
- Hymenophyllum ramosii Copel.
- Hymenophyllum rarum R.Br.
- Hymenophyllum recurvum Gaudich.
- Hymenophyllum reinwardtii Bosch
- Hymenophyllum revolutum Colenso
- Hymenophyllum ringens Christ
- Hymenophyllum riukiuense Christ
- Hymenophyllum rolandi-principi s Rosenst.
- Hymenophyllum roraimense C.V.Morton
- Hymenophyllum rosenstockii Brause
- Hymenophyllum rubellum Rosenst.
- Hymenophyllum rufescens Kirk
- Hymenophyllum rufifolium Alderw.
- Hymenophyllum rufifrons Alderw.
- Hymenophyllum rufum Fée
- Hymenophyllum rugosum C.Chr.
- Hymenophyllum ruizianum (Klotzsch) Kunze
- Hymenophyllum saenzianum Gómez Pompa
- Hymenophyllum salakense Racib.
- Hymenophyllum sampaioanum Brade & Rosenst.
- Hymenophyllum sanguinolentum (Forst.) Sw.
- Hymenophyllum scabrum A.Rich.
- Hymenophyllum × scopulorum Rumsey & F.J.Roberts
- Hymenophyllum secundum Hook. & Grev.
- Hymenophyllum semialatum T.C.Hsu
- Hymenophyllum semiglabrum Rosenst.
- Hymenophyllum senterreanum Dubuisson & Deblauwe
- Hymenophyllum sericeum (Sw.) Sw.
- Hymenophyllum serrulatum (C.Presl) C.Chr.
- Hymenophyllum seselifolium C.Presl
- Hymenophyllum sibthorpioides (Bory ex Willd.) Mett.
- Hymenophyllum sieberi Bosch
- Hymenophyllum silvaticum C.V.Morton
- Hymenophyllum silveirae Christ
- Hymenophyllum simonsianum Hook.
- Hymenophyllum simplex C.V.Morton
- Hymenophyllum sodiroi C.Chr.
- Hymenophyllum soriemersum Rouhan & C.Del Rio
- Hymenophyllum splendidum Bosch
- Hymenophyllum stenocladum (Ching & Chiu) K.Iwats.
- Hymenophyllum subdemissum Christ
- Hymenophyllum subobtusum Rosenst.
- Hymenophyllum subrigidum Christ
- Hymenophyllum superbum C.V.Morton
- Hymenophyllum taiwanense (Tagawa) C.V.Morton
- Hymenophyllum talamancanum A.Rojas
- Hymenophyllum taliabense Alderw.
- Hymenophyllum tarapotense Stolze
- Hymenophyllum tayloriae Farrar & Raine
- Hymenophyllum tenellum D.Don
- Hymenophyllum tenerum Bosch
- Hymenophyllum thuidium Harr.
- Hymenophyllum todjambuense Kjellb.
- Hymenophyllum tomaniiviense (Brownlie) Ebihara & K.Iwats.
- Hymenophyllum tomentosum Kunze
- Hymenophyllum torricellianum Alderw.
- Hymenophyllum tortuosum Hook. & Grev.
- Hymenophyllum trapezoidale Liebm.
- Hymenophyllum treubii Rac.
- Hymenophyllum triangulare Baker
- Hymenophyllum trichomanoides Bosch
- Hymenophyllum trichophorum (Alderw.) Ebihara & K.Iwats.
- Hymenophyllum trichophyllum Kunth
- Hymenophyllum trifoliatum (L.) Proctor & Lourteig
- Hymenophyllum × tucuchense (Jermy & T.G.Walker) C.D.Adams & Baksh.-Com.
- Hymenophyllum tunbrigense (L.) Sm. – rozpłoch zachodni
- Hymenophyllum turquinense C.Sánchez
- Hymenophyllum ulei Christ & Giesenh.
- Hymenophyllum umbratile Diem & J.S.Licht.
- Hymenophyllum undulatum (Sw.) Sw.
- Hymenophyllum urbani Brause
- Hymenophyllum vacillans Christ
- Hymenophyllum valvatum Hook. & Grev.
- Hymenophyllum verecundum C.V.Morton
- Hymenophyllum veronicoides C.Chr.
- Hymenophyllum viguieri Tardieu
- Hymenophyllum villosum Colenso
- Hymenophyllum vittatum Copel.
- Hymenophyllum walleri Maiden & Betche
- Hymenophyllum whitei Goy
- Hymenophyllum wilsonii Hook.
- Hymenophyllum wrightii Bosch